# 20,000 Leagues Under the Sea (1916)
20,000 Leagues Under the Sea is een Amerikaanse avonturenfilm uit 1916, gebaseerd op het gelijknamige boek van Jules Verne. De film is geregisseerd door Stuart Paton. Belangrijke rollen worden gespeeld door Lois Alexander en Curtis Benton. 

De film was toentertijd baanbrekend vanwege het filmen van de onderwaterscènes.
Door zijn ouderdom behoort de film inmiddels tot het publiek domein.

## Rolverdeling
| Acteur         | Personage              |
| -------------- | ---------------------- |
| Allen Holubar  | Kapitein Nemo          |
| Jane Gail      | een kind van de natuur |
| Matt Moore     | luitenant Bond         |
| William Welsh  | Charles Denver         |
| Curtis Benton  | Ned Land               |
| Dan Hanlon     | Professor Aronnax      |
| Edna Pendleton | Aronnax's dochter      |